# Parafia św. Teresy od Dzieciątka Jezus w Chwałowicach
Parafia św. Teresy od Dzieciątka Jezus – parafia rzymskokatolicka w Rybniku - Chwałowicach, w dekanacie Rybnik w archidiecezji katowickiej.

## Historia
Pierwsza wzmianka o miejscowości pochodzi z 1305 r. Pierwotnie obszar parafii należał do parafii rybnickiej, a w 1899 r. został przyłączony do Jankowic Rybnickich. Pod koniec XIX wieku, dzięki wybudowanej kopalni zaczęła szybko wzrastać liczba ludności. Nabożeństwa odprawiano w kopalnianej cechowni, a następnie w powiększonej kaplicy. Parafia została erygowana 1 sierpnia 1925 r. Obecny kościół św. Teresy od Dzieciątka Jezus wzniesiono w latach 1926–1928 wg projektu wykonanego w Przedsiębiorstwie Budowlanym J. Rossola z Rybnika. Poświęcenia dokonał ks. infułat Wilhelm Kasperlik 7 października 1928 r. Współczesny wystrój wnętrza przeprowadzony w latach 1964–1965 jest autorstwa rzeźbiarza Zygmunta Brachmańskiego.

## Parafia dziś
Na terenie parafii znajduje się wybudowana w 1895 r. kaplica Matki Bożej Różańcowej, która w 1964 r. została przejęta przez Kościół Polskokatolicki. W 1992 roku wróciła ona do parafii macierzystej. W 1991 roku parafia wybudowała Dom Parafialny, a w 1996 – kaplicę pogrzebową. Arcybiskup Damian Zimoń ustanowił kościół parafialny w Chwałowicach – sanktuarium św. Teresy od Dzieciątka Jezus.

## Proboszczowie
- ks. Paweł Wycisło (1925–1926)
- ks. Jan Śliwka (1926–1939)
- ks. Engelbert Październy (substytut 1941–1950, administrator 1950–1959)
- ks. Henryk Rothkegel (1959–1976)
- ks. Antoni Bartoszek (1977–1988)
- ks. Teodor Suchoń (1988–2017)
- ks. Grzegorz Stencel (od 2017)

## Grupy parafialne
- Ministranci,
- Spotkania młodzieży Dorsten i Chwałowic,
- Oaza,
- Kandydaci do Bierzmowania,
- Dzieci Maryi,
- Schola „Vocatus”,
- Wspólnota Jezusa Miłosiernego,
- Wspólnota Jezusa Miłosiernego Young,
- III Zakon św. Franciszka,
- Apostolstwo Dobrej Śmierci,
- III Zakon Karmelitański,
- Caritas.